# プレトーロ
プレトーロ（イタリア語: Pretoro）は、イタリア共和国アブルッツォ州キエーティ県にある、人口約1,000人の基礎自治体（コムーネ）。

## 地理

### 位置・広がり

#### 隣接コムーネ
隣接するコムーネは以下の通り。括弧内のPEはペスカーラ県所属を示す。
- ファーラ・フィリオールム・ペトリ
- レットマノッペッロ (PE)
- ペンナピエディモンテ
- ラピーノ
- ロッカモンテピアーノ
- ロッカモリーチェ (PE)
- セッラモナチェスカ (PE)

## 行政

### 分離集落
プレトーロには、以下の分離集落（フラツィオーネ）がある。
- Passo Lanciano, Cona, Ponte, Pagnotto, Sterparo

## 文化・観光
「イタリアの最も美しい村」クラブ加盟コムーネである。